# Francis Phillimore, 5. Baron Phillimore
Francis Stephen Phillimore, 5. Baron Phillimore (* 25. November 1944; † 14. Mai 2025) war ein britischer Peer und Politiker der Conservative Party.

## Leben und Karriere
Phillimore war der einzige Sohn von Claud Phillimore, 4. Baron Phillimore und Anne Elizabeth Dorrien-Smith († 1995). Er besuchte das Eton College und schloss ein Studium am Trinity College der Universität Cambridge als Bachelor of Arts ab.
1972 wurde er von der Anwaltskammer Middle Temple als Barrister zugelassen.
Er war Steward der Hurlingham Polo Association, Präsident des Binfield Heath Polo Club und Vizepräsident der Henley Society. Beim Venice in Peril Fund war er Mitglied des Treuhandrates (Trustee).
Er war als Lokalpolitiker jeweils zeitweise Mitglied der Parish Councils von Shiplake und von Eye and Dunsden in Oxfordshire. Er war Liveryman der Worshipful Company of Fishmongers und Mitglied des Committee of Assistents. Er wurde als Commendatore des Ordens des Sterns der italienischen Solidarität ausgezeichnet.
Zu seinen Hobbys zählte er die Künste, Polo, Tennis, Segeln, Schießsport und venezianisches Rudern.
Phillimore war Mitglied der Hereditary Peerage Association.

## Mitgliedschaft im House of Lords
Beim Tod seines Vaters im März 1994 erbte er dessen Adelstitel als 5. Baron Phillimore und 6. Baronet (of The Coppice) und den damals damit verbundenen Sitz im House of Lords.
Am 24. Oktober 1995 nahm er erstmals seinen Sitz ein und schloss sich der Fraktion der Conservative Party an. Seine Antrittsrede hielt er am 10. Januar 1996 zur Restaurants (Service and Cover Charges) Bill.
Mehrfach sprach er zur Family Law Bill. Zuletzt meldete er sich am 25. Juli 1997 zur Employment Rights (Dispute Resolution) Bill zu Wort.
Seinen Sitz verlor Phillimore durch den House of Lords Act 1999. Für einen der verbleibenden Sitze hatte er sich nicht zur Wahl aufgestellt.
Er war nicht im Register Of Hereditary Peers verzeichnet, die für eine Nachwahl zur Verfügung stehen.

## Familie
Phillimore heiratete am 27. Mai 1971 Nathalie Berthe Louisa Pequin, Tochter von Michael Anthony Pequin aus Paris.
Zusammen hatten sie zwei Söhne und eine Tochter. Sein älterer Sohn Tristan Anthony Stephen Phillimore (* 1977), beerbte ihn 2025 als 6. Baron Phillimore.